# Kalabubu

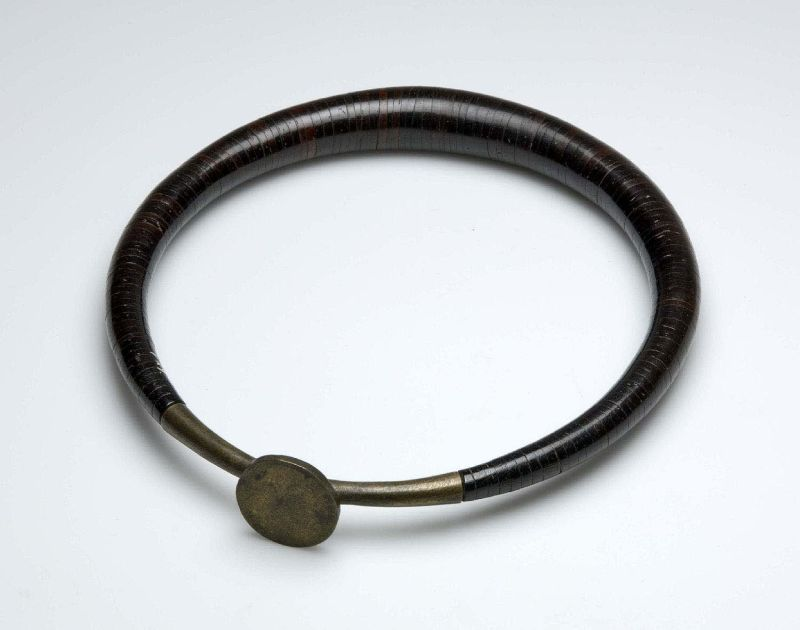
O Kalabubu do Sul de Nias.

Kalabubu, às vezes escrito Kala bubu, é uma gargantilha (colar circular) usada pelo povo guerreiro do Sul de Nias do Norte de Sumatra, na Indonésia. Kalabubu simboliza o triunfo na guerra e heroísmo. Acreditava-se que vestir um kalabubu servia para proteger o usuário contra o mal. Kalabubu é popularmente conhecido como o "colar dos caçadores de cabeças"; historicamente, só quem já decapitou a cabeça de um guerreiro de uma tribo inimiga estão autorizados a usar o kalabubu.

## Forma e construção

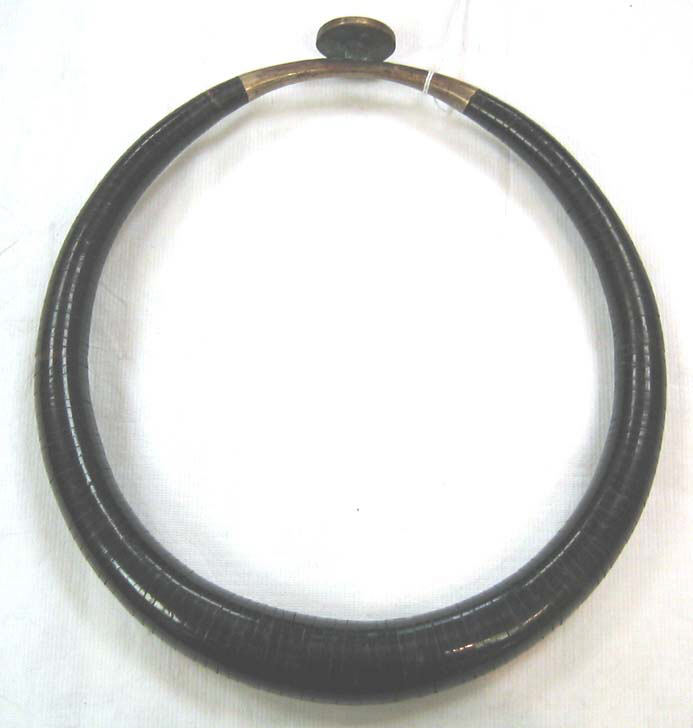
O Kalabubu é construído a partir de casca de coco, fatias e arame e de latão.

O Kalabubu é circular na sua forma, com um diâmetro compreendido entre 22 a 25 centímetros. A espessura do kalabubu difere com a parte central mais larga e, em seguida, gradualmente menores nas duas extremidades. As extremidades, de menor largura, são conectadas para formar um disco de latão ou, raramente, de ouro. A estrutura interna de um kalabubu é feito de ferro fundido, ferro ou arame de latão, que é amarrado no final. A subordinação no final tem a forma de um disco. Fatias em forma de disco de casca de coco (ou, às vezes, casco de tartaruga) são montados em torno de uma moldura interna de latão. O disco tem cortes progressivamente maiores na frente do centro do anel, e menor no final. Estes cortes, em seguida, são pressionados juntos e, em seguida, são lixados e polidos até que tenham uma superfície perfeitamente lisa. Finalmente, eles são tingidos de preto.
A moldura interna de latão de um kalabubu representa a grande serpente de ouro da mitologia de Nias.

## Símbolo

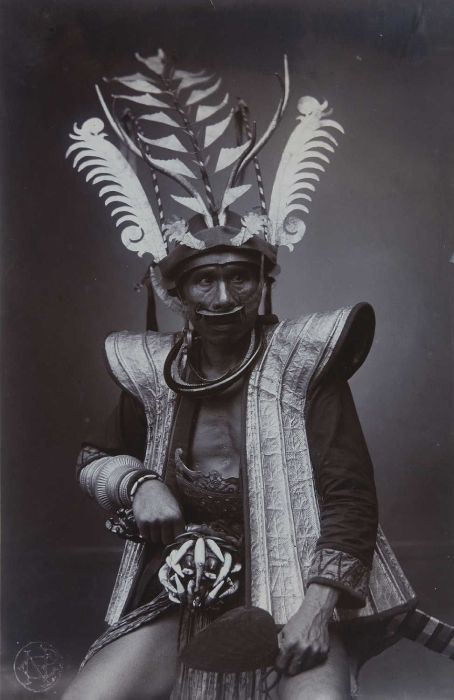
Um homem de Nias vestido como um guerreiro com o kalabubu em volta de seu pescoço.

O kalabubu está associado com as guerras tribais e à prática de decapitações (mangai binu). O kalabubu simboliza a masculinidade, uma vitória em uma guerra, o heroísmo, o ser-se guerreiro. Historicamente, os homens que têm demonstrado talento em guerra e aqueles que tenham decapitado a cabeça do inimigo foram autorizados a usar o kalabubu. O utente é visto geralmente como uma espécie de guerreiro herói da vila. O kalabubu é também usado durante a cerimónia de dança de guerra. Hoje em dia, a maioria dos homens de Nias usam o kalabubu.
O kalabubu é destacado no selo da Regência do Sul de Nias.

## Variação
No norte de Nias, um colar conhecido como nifitali-tali é um metal precioso, sendo uma variação do kalabubu. O nifitali-tali era exclusivamente usado por homens de alta patente em ocasiões festivas. Ao contrário dos exemplos do sul, o nifitali-tali é sempre terminado com metais preciosos como prata ou ouro.

## Trabalhos citados
- Marschall, Wolfgang (2013). «Zwei emblematische Paneele in einem Haus in Süd Nias (Indonesien)» [Two emblematic panels in a house in South Nias (Indonesia)]. Wien. Archiv 61-62 - Archive Weltmuseum Wien (em alemão). ISBN 9783643998378. ISSN 0066-6513
- Muhammad Husni; Tiarma Rita Siregar (2000). Perhiasan Tradisional Indonesia [Traditional Ornaments of Indonesia]. [S.l.]: Direktorat Jenderal Kebudayaan
- Richter, Anne; Carpenter, Bruce W. (2012). Gold Jewellery of the Indonesian Archipelago. [S.l.]: Editions Didier Millet. ISBN 9789814260381